# Кавказ (разведывательный корабль)
«Кавказ», ССВ-591 «Кавказ» — большой разведывательный корабль проекта 394Б Черноморского флота ВМФ СССР и ВМФ России. До 1977 года классифицировался как экспедиционное океанографическое судно.

## Служба
Большой разведывательный корабль (БРЗК) «Кавказ» проекта 394Б был заложен 18 октября 1969 года в городе Николаеве на Черноморском ССЗ. Заводской номер № 295. Был спущен на воду 14 февраля 1970 года. Экипаж заселился на корабль 15 мая 1970 года, флаг был поднят 14 июня, с 14 по 20 июня того же года корабль прошел ходовые, а с 21 по 30 июня — Государственные испытания. Приемный акт был подписан 30 июня 1970 года. Приказом командующего от 31 июля 1970 года БРЗК «Кавказ» был зачислен в состав Черноморского флота.
Корабль 1-го ранга. Бортовые номера ССВ-591(23.07.1979), 628(1990), 433(1997).
С 1 июня 1971 года входил в состав 112-й бригады разведывательных кораблей Черноморского флота.
За время своей службы с ноября 1970 по декабрь 1995 года «Кавказ» выполнил 22 боевые службы в Атлантике, Средиземном и Чёрном морях. Вёл разведку в средиземноморском регионе в интересах 5-й Средиземноморской эскадры кораблей ВМФ. В ходе арабо-израильской войны Судного дня в октябре 1973 года наиболее ценные разведывательные данные добывались разведывательными кораблями «Кавказ», «Крым», «Курс», «Ладога» и «ГС-239».

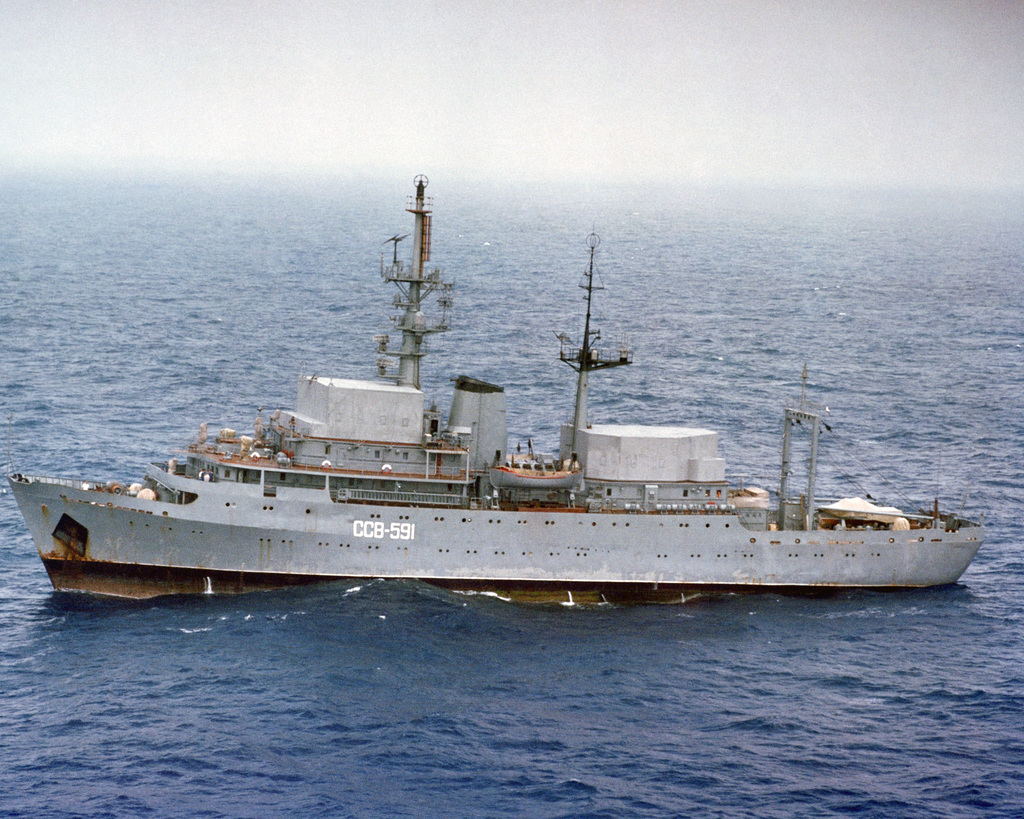

В 1977, 1978,1980, 1984 и 1985 годах «Кавказ» объявлялся «отличным надводным кораблём» в своем классе в ВМФ СССР, а в 1977 и 1985 годах по итогам рационализаторской работы на флоте «Кавказу» присудили 1-е место и наградили грамотой ГК ВМФ. В 1977, 1981, 1983, 1990 годах БРЗК участвовал в состязаниях ВМФ и занял 1-е место, получив грамоту и переходящий приз ГК ВМФ «Лучшему кораблю разведки ВМФ». Двадцать три моряка «Кавказа» занесены в Книгу почета 112-й бригады разведывательных кораблей КЧФ. За мужество и мастерство при выполнении специальных задач 65 офицеров и матросов «Кавказа» награждены орденами и медалями, в том числе двое — орденом Красной Звезды, 18 военнослужащих — орденом «За службу Родине в ВС», 10 — медалью «За боевые заслуги» и 20 — медалью «За отличие в воинской службе 2-й ст.». Четырежды корабль завоевывал приз ГК ВМФ и был занесён в Книгу Почета, награждён Почетной грамотой ВС КЧФ.
До 1977 года классифицировался как экспедиционное океанографическое судно. С 23 июля 1979 года «Кавказ» был переименован в ССВ-591. В 80-х годах на кораблях серии для самообороны разместили ПЗРК «Стрела-2».
Базировался на Севастополь, позднее на Крымскую военно-морскую базу, посёлок Мирный, озеро Донузлав, в последние годы на Севастополь.
БРЗК «Кавказ» был исключен из состава флота 09.10.1997 года. Разобран на металл.

## Командиры
Командиры корабля:
- 1968—1974 — капитан 2-го ранга Константин Павлович Иванов;
- 1971—1974 — капитан 2-го ранга Анатолий Ростиславович Половецкий;
- 1974—1979 — капитан 2-го ранга Леонид Леонидович Шульпин;
- 1979—1988 — капитан 2-го ранга Евгений Дмитриевич Федин;
- 1988—1993 — капитан 2-го ранга Александр Павлович Юшков;
- 1993—1997 — капитан 2-го ранга, капитан 1-го ранга Александр Вениаминович Петренко[2].

Старшие помощники командира:
- 1968—1972 — капитан 3-го ранга Николай Павлович Ласточкин;
- 1972—1975 — капитан 3-го ранга Валерий Сергеевич Парфенов;
- 1975—1979 — капитан 3-го ранга Евгений Дмитриевич Федин
- 1979—1982 — капитан 3-го ранга Сергей Павлович Шиловскнй
- 1982—1985 — капитан 3-го ранга Владимир Васильевич Боровиков
- 1985—1987 — капитан 3-го ранга Александр Павлович Юшков
- 1988—1993 — капитан 2-го ранга Александр Вениаминович Петренко
- 1993 — капитан 2-го ранга Александр Музивирович Гарифулин[2].